# 이오카정
이오카정(飯岡町)은 지바현 가이조군에 설치되었던 정이다. 현재의 아사히시에 해당한다.

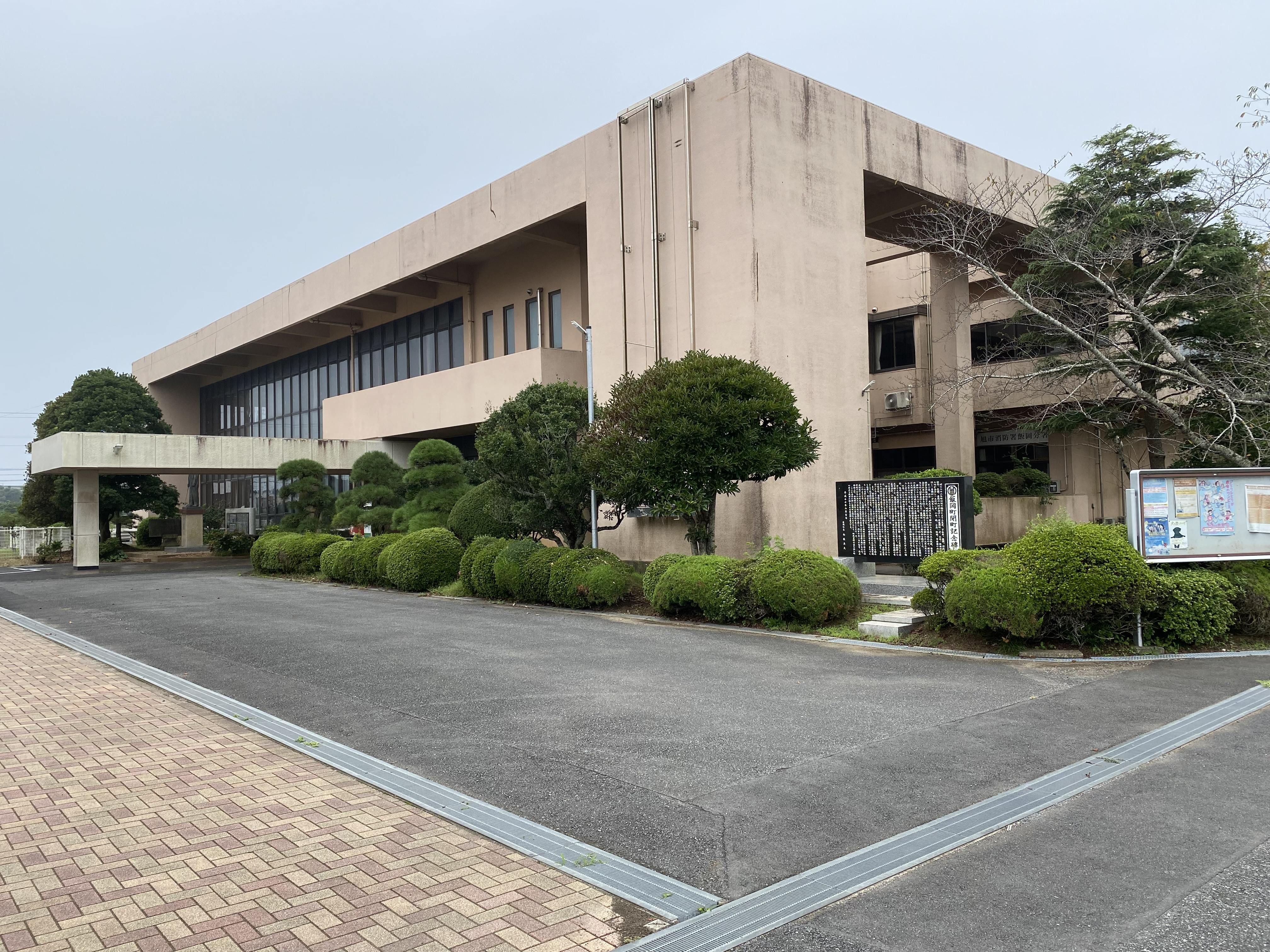

## 역사
- 1889년 4월 1일 - 정촌제 시행으로 7촌이 합병해 이오카정이 성립되었다.
- 1954년 3월 31일 - 산카와촌、도요오카촌의 일부 합병해 이오카정(2대)이 신설되었다.
- 2005년 7월 1일 - 우나카미정、가토리군 지쿠라정이 합병해 새로운 아사히시가 되어 폐지되었다.

## 교통

### 철도
- 동일본 여객철도 소부 본선 (동내에는 철도가 다니지 않는다. 합병전에는 이오카역을 이용했었다. 동역은 이름은 같은 이오카이지만 소재지는 우나카미정(2005년 합병 후에는 아사히시의 우나카미지구이다.)라고 되어 있다.

### 도로
- 국도 126호선